# オゾーキー郡 (ウィスコンシン州)
オゾーキー郡（英: Ozaukee County）は、アメリカ合衆国ウィスコンシン州の南東部に位置する郡である。2010年国勢調査での人口は86,395人であり、2000年の82,317人から5.0％増加した。郡庁所在地はポートワシントン市（人口11,250人）であり、同郡で人口最大の都市はメクワン市（人口23,132人）である。2000年国勢調査時点で、オゾーキー郡の貧困線以下比率は2.6％と、国内の郡で2番目の低さだった。一人当たり収入では国内第25位の豊かさである。低い犯罪率、高い卒業率を誇る教育学区という実績もあり、雑誌「フォーブス」の2008年6月号では「家族を養うに最良の場所」リストで第2位にランクされた。

## 歴史
オゾーキー郡は西隣にあるワシントン郡に入っていた。その郡名はソーク族インディアンを呼ぶオジブウェー語に由来している。オゾーキーという言葉は「河口に住む人々」を意味する可能性がある。

## 地理
アメリカ合衆国国勢調査局に拠れば、郡域全面積は1,116平方マイル (2,891 km2)であり、このうち陸地232平方マイル (601 km2)、水域は884平方マイル (2,290 km2)で水域率は79.22％である。

### 主要高規格道路
- 州間高速道路43号線
- ウィスコンシン州道32号線
- ウィスコンシン州道33号線
- ウィスコンシン州道57号線
- ウィスコンシン州道60号線
- ウィスコンシン州道167号線
- ウィスコンシン州道181号線

### 隣接する郡
- シボイガン郡 - 北
- オセアナ郡 (ミシガン州) - 北東、ミシガン湖の対岸
- マスキーゴン郡 (ミシガン州) - 東、ミシガン湖の対岸
- ミルウォーキー郡 - 南
- ウォキショー郡 - 南西
- ワシントン郡 - 西

## 人口動態

2000人口ピラミッド

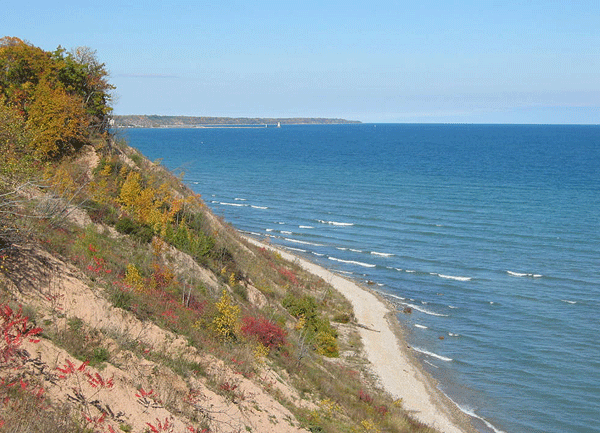
ミシガン湖岸、ポーとワシントンの近く

以下は2000年国勢調査による人口統計データである。
| 基礎データ - 人口: 82,317人 - 世帯数: 30,857 世帯 - 家族数: 23,019 家族 - 人口密度: 137人/km2（355人/mi2） - 住居数: 32,034軒 - 住居密度: 53軒/km2（138軒/mi2） 人種別人口構成 - 白人: 96.72% - アフリカン・アメリカン: 0.93% - ネイティブ・アメリカン: 0.20% - アジア人: 1.07% - 太平洋諸島系: 0.02% - その他の人種: 0.34% - 混血: 0.73% - ヒスパニック・ラテン系: 1.30% 先祖による構成 - ドイツ系：47.2％ - アイルランド系：7.3％ - ポーランド系：6.7％ 言語による構成 - 英語：95.1％ - スペイン語：1.6％ - ドイツ語：1.4％ | 年齢別人口構成 - 18歳未満: 26.6% - 18-24歳: 6.8% - 25-44歳: 28.0% - 45-64歳: 25.9% - 65歳以上: 12.6% - 年齢の中央値: 39歳 - 性比（女性100人あたり男性の人口） - 総人口: 97.3 - 18歳以上: 94.0 世帯と家族（対世帯数） - 18歳未満の子供がいる: 36.0% - 結婚・同居している夫婦: 65.6% - 未婚・離婚・死別女性が世帯主: 6.5% - 非家族世帯: 25.4% - 単身世帯: 21.4% - 65歳以上の老人1人暮らし: 8.4% - 平均構成人数 - 世帯: 2.61人 - 家族: 3.07人 |

### 収入
収入と家計
- 収入の中央値
  - 世帯: 62,745米ドル（2007年推計では73,197ドル）
  - 家族: 72,547米ドル（2007年推計では88,231ドル[10]）
  - 性別
    - 男性: 50,044米ドル
    - 女性: 30,476米ドル
- 人口1人あたり収入: 31,947米ドル
- 貧困線以下
  - 対人口: 2.6%
  - 対家族数: 1.7%
  - 18歳未満: 2.6%
  - 65歳以上: 4.1%

## 都市と町
| 都市                                                        | 村 | 町                                                                                                  | 未編入の町 | 未編入の町                                                                                        |
| ----------------------------------------------------------- | --- | --------------------------------------------------------------------------------------------------- | --- | ------------------------------------------------------------------------------------------------- |
| - シーダーバーグ - メクワン - ポートワシントン - 郡庁所在地 | - ベイサイド（部分） - ベルジャム - フレドニア - グラフトン - ニューバーグ（部分） - ソークビル - シーンズビル | - ベルジャム町 - シーダーバーグ町 - フレドニア町 - グラフトン町 - ポートワシントン町 - ソークビル町 | - ダケイダ（部分） - デッカー - デッカーコーナー - ハミルトン - ホリークロス - ホーンズコーナーズ - クネルズビル | - レイクチャーチ - レイクフィールド - リトルコーラー - ウラノ - ソークトレイルビーチ - ウォーベカ |